# Virginijus Sinkevičius
Virginijus Sinkevičius, litvanski politik in evropski komisar, * 4. november 1990, Vilna. 
Med letoma 2019 in 2024 je bil evropski komisar za okolje in najmlajši komisar Evropske komisije Ursule von der Leyen. Nekaj mesecev pred koncem mandata je postal evropski poslanec.

## Izobraževanje
Leta 2009 je maturiral na gimnaziji Salomėja Nėris v litvanski prestolnici Vilni. Študiral je na Univerzi v Aberystwythu v Združenem kraljestvu, kjer je leta 2012 diplomiral iz ekonomskih in socialnih študij, istega leta pa postal tudi pripravnik v enoti za regionalne in narodne zadeve v Uradu predsednika vlade Republike Litve. Leta 2013 je na Univerzi v Maastrichtu na Nizozemskem magistriral iz evropskih študij. Tri leta, od 2012 do 2015, je bil urednik litvanskega informativnega portala The Lithuania Tribune. Med letoma 2013 in 2014 je deloval na Centru za evropsko politično analizo v ameriški prestolnici Washington, kjer je opravljal funkcijo pomočnika vodje projektov.

## Politika
Leta 2016 je bil izvoljen v parlament Republike Litve (Seimas) ter bil imenovan za predsednika odbora za ekonomijo. 27. novembra 2017 je bil imenovan za ministra za gospodarstvo, ter kasneje zaradi reorganizacije resorjev za ministra za gospodarstvo in inovacije. 22. avgusta 2019 je bil s strani litvanskega parlamenta odobren kot kandidat za evropskega komisarja.

### Evropski komisar za okolje
Po odobritvi nacionalnega parlamenta, mu je predsednica Evropske komisije Ursula von der Leyen namenila resor za okolje. Sinkevičius je bil pred pristojnim odborom Evropskega parlamenta potrjen 3. oktobra 2019, položaj pa je prevzel 1. decembra. Takrat je bil star 28 let, s čimer je postal najmlajši evropski komisar v zgodovini. Za enega svojih svetovalcev je imenoval nekdanjega slovenskega komisarja Janeza Potočnika.
Leta 2022 je Sinkevičius predlagal pravno zavezujoče cilje za prepolovitev uporabe kemičnih pesticidov in obnovitev narave po vsej EU na vsaj 20 odstotkov ozemlja EU do leta 2030, da bi bolje zaščitili zdravje in obnovili izumirajoče populacije divjih živali.
Sinkevičius je svoj mandat komisarja končal predčasno, saj je bil na evropskih volitvah leta 2024 izvoljen za poslanca v Evropskem parlamentu. Do izteka komisarskega mandata ga je nadomestil slovaški komisar Maroš Šefčovič.

## Zasebno
Poročen je s Kateryna Sinkevičiene. Imata sina Vincenta.
Govori litvansko, angleško, rusko in poljsko.